# Larry Zerner
Lawrence „Larry“ J. Zerner (* 8. September 1963 in Los Angeles, Kalifornien) ist ein US-amerikanischer Rechtsanwalt und Schauspieler.

## Wissenswertes
Der aus Los Angeles stammende Zerner wurde ursprünglich von zwei Filmproduzenten entdeckt, als er in jungen Jahren im Stadtteil Westwood in einem Kino als Ticketkontrolleur jobbte. Seine erste Rolle spielte er 1982 im Horrorfilm Und wieder ist Freitag der 13. Im selben Jahr hatte er auch einen Gastauftritt in einer Episode der Serie Fame – Der Weg zum Ruhm.
Er hatte noch zwei weitere Rollen, ehe er der Schauspielerei 1987 den Rücken kehrte und Jurist wurde. Als Anwalt spezialisierte er sich auf Medienrecht und vertrat 2005 unter anderem einen Mandanten in einem Rechtsstreit gegen den Regisseur Daniel Knauf und die produzierende Fernsehgesellschaft HBO. Es ging um eine Copyright-Angelegenheit bezüglich der Serie Carnivàle.
Neben seiner beruflichen Tätigkeit, trat Zerner im Laufe der Jahre wiederholt als Teilnehmer in mehreren Rateshows des amerikanischen Fernsehens auf. So war er im März 2001 in einer US-Version der Quizshow Wer wird Millionär? zu sehen, schaffte es jedoch nicht bis zur finalen Frage. Mehr Erfolg hatte Zerner dagegen im Februar 2007, als er in der NBC-Spieleshow 1 vs. 100 250.000 US-Dollar gewinnen konnte.
Seit 2013 ist Zerner auch zusätzlich wieder als Schauspieler aktiv.

## Filmografie
- 1982: Und wieder ist Freitag der 13.
- 1982: Fame – Der Weg zum Ruhm (eine Folge)
- 1986: Love, American Style (eine Folge)
- 1987: Hadley's Rebellion
- 2013: Knights of Badassdom
- 2014: Found (Kurzfilm)
- 2016: The Horror Geeks (Fernsehfilm)
- 2016: The Epidemic
- 2017: Death House
- 2017: Friday the 13th: The Game (Videospiel)